# 斑紋下口鯰
斑紋下口鯰，為輻鰭魚綱鯰形目甲鯰科的其中一種，為熱帶淡水魚，分布於南美洲巴西東南部沿岸淡水流域，體長可達30公分，棲息在水流動快速的溪流底層水域，以藻類及有機碎屑為食，生活習性不明，可做為食用魚及觀賞魚。

## 扩展阅读
維基物種上的相關：斑紋下口鯰